# Olszewski-Rohr
Ein Olszewski-Rohr ist eine Vorrichtung zur Tiefenwasserableitung aus Seen; es ist eine einfache Methode, um Seen vor der Eutrophierung oder gar vor dem Umkippen zu bewahren oder eutrophierte Seen zu sanieren. Voraussetzung ist, dass die Durchflussrate des Sees ausreicht, um einen sanierenden Effekt zu erzielen. Es ist benannt nach dem Limnologen Przemysław Olszewski, der das Verfahren in den 1950er-Jahren am Kortowo-See in Polen zum ersten Mal anwandte. Die Idee dazu wurde bereits 1944 vom Schweizer Biologen Eugen A. Thomas publiziert.

## Konstruktion und Arbeitsweise

Funktionsprinzip eines Olszewski-Rohrs (unten)

Eine Röhre wird zwischen dem tiefsten Punkt am Grund eines Sees und der Stelle des oberflächlichen Abflusses verlegt. Der natürliche oberflächliche Abfluss wird durch eine Sperre geschlossen, so dass nur das nährstoffreiche Tiefenwasser durch die Röhre abfließen kann. Dazu ist keine Pumpleistung erforderlich. Das Tiefenwasser fließt nach dem Prinzip der kommunizierenden Röhren entsprechend der natürlichen Zuflussmenge von selbst ab.
Gelegentlich wird die Sperre des Abflusses auch als Überlauf gestaltet, damit gegebenenfalls auch mehr Wasser den See verlassen kann, als das Olszewski-Rohr fasst.
Das gleiche Prinzip eines Abzugs von Tiefenwasser benutzt man im Karpfenteich durch die Konstruktionsweise des Ablaufbauwerks, des sogenannten Mönches. Hier steigt das Tiefenwasser zwischen zwei Bretterreihen auf. Die teichseitige Reihe enthält über dem Grund ein Gitter zum Durchlass des Wassers, das dann über die Oberkante der äußeren Bretterreihe in den Abfluss überläuft.

## Zweck der Tiefenwasserableitung
In einem See bildet sich in der Regel im Sommer und auch im Winter eine temperaturbedingte Dichteschichtung aus. In den oberflächennahen Bereichen werden die Nährstoffe, insbesondere Phosphor und Stickstoff, durch Primärproduktion in Biomasse-Partikeln gebunden. In dieser Form sinken diese Nährstoffe zum Teil in die tieferen Wasserschichten ab. Dort bleiben sie bis zum Eintritt der nächsten Vollzirkulation gefangen, auch wenn sie durch Abbauvorgänge zum Teil wieder eine gelöste Form annehmen. Also reichern sich die bodennahen Wasserschichten mit diesen Nährstoffen an. Ein Abzug gerade dieses Wassers durch das Olszewski-Rohr beseitigt deshalb besonders effizient die Nährstoffe aus dem Ökosystem.